# Leucita

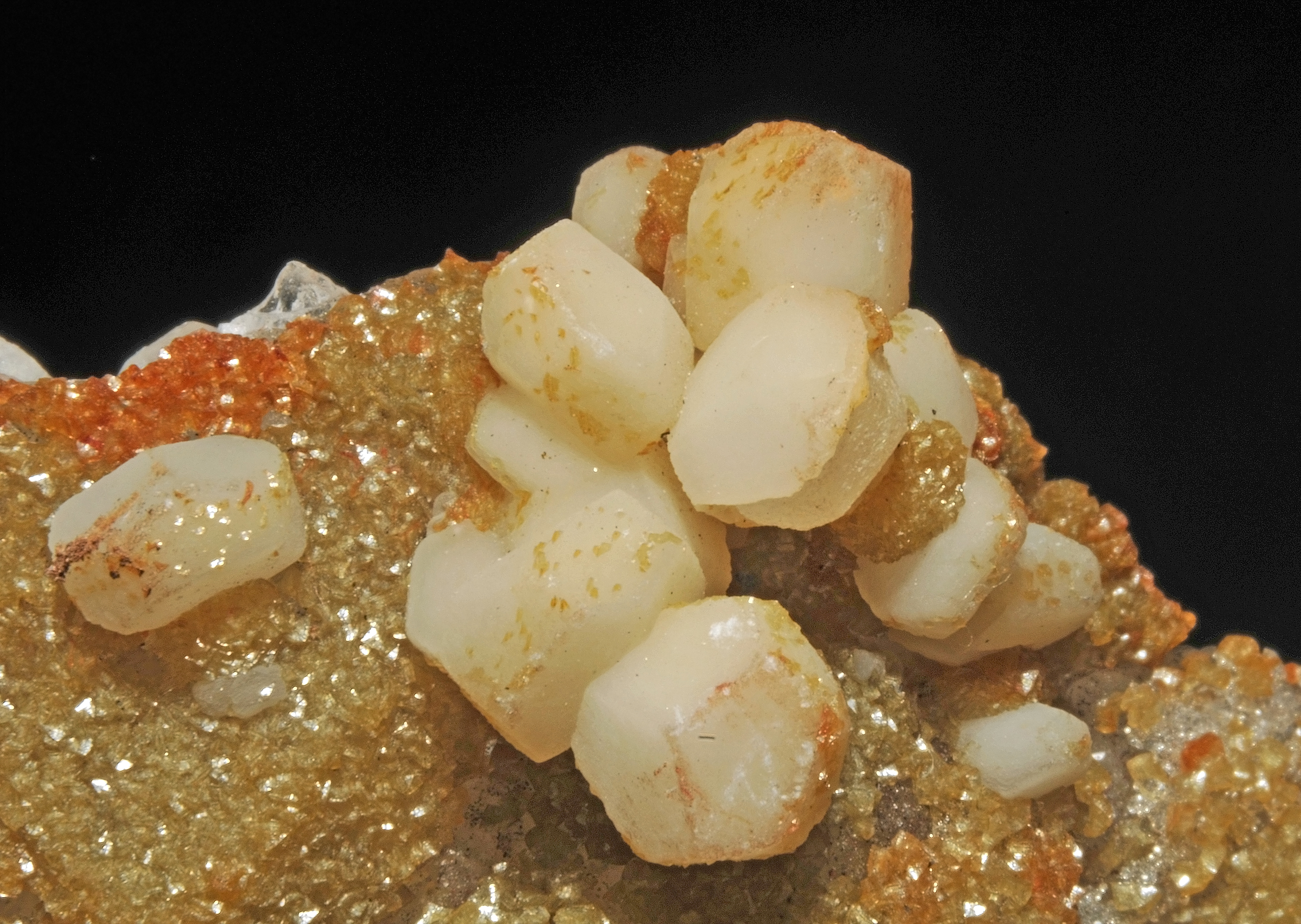
Leucita

A leucita (grafia no Brasil) ou leucite (grafia no Portugal) é o silicato natural de alumínio e potássio, mineral do grupo dos feldspatóides.
Ocorre em magmas chamados alcalinos onde a proporção de Si em relação ao Al,K e Na, é insuficiente para se formar feldspatos, dando origem a um grupo de minerais chamados feldspatóides, de fórmulas químicas parecidas com a dos feldspatos. Seu nome vem do grego leucos que significa branco, devido à sua cor branca.
Propriedades Físicas
- Brilho: vítreo
- Clivagem:indistinta
- Cor:incolor, cinza,branca, branca cinzenta
- Fratura: conchoidal
- Transparência: transparente a translúcida
- Dureza (Escala de Mohs):6
- Densidade:2,47g/cm3
- Hábito:cristalina. Comum como cristais trapezoédricos bem formados
- Tenacidade: friável
- Traço: branco

Propriedades Óticas e Cristalográficas
- Sistema Cristalino: pseudo-isométrica.
- Sob luz polarizada: isotrópico
- Índice de refração: n=1.508-1.511.

Propriedades Químicas
- Classe (Dana): Silicato, tectosilicato
- Composição: K=17,91%, Al(Si2O6), Si=25,74%, O=43,99%
- Fórmula Química -KAl(Si2O6)
- Elementos Químicos: Silício, alumínio, potássio e oxigênio

Outras informações
- História:
- Usos: Na indústria do vidro
- Forma de ocorrência e mineração:comum em rochas alcalinas ricas em potássio
- Paragênese: Albita e outros feldspatoides
- IMA: Espécie válida
- Etimologia:vem do grego leucos, como referência a sua cor comumente branca
- Outras observações: Em altas temperaturas é isométrica, mas sua estrutura fica instável e se transforma numa estrutura tetragonal, mantendo a forma isométrica trapezoédrica anterior. À medida que a rocha se esfria é comum ocorrer sua transformação numa mistura de nefelina, ortoclásio e analcima, que recebe o nome de pseudo-leucita. Com o intemperismo químico estes cristais são totalmente alterados para caulinitas, mantendo a forma original das pseudo-leucitas ou das leucitas pseudo-isométricas.